# Tvornica automobila Sarajevo
Tvornica avtomobila Sarajevo (slovensko: Tovarna avtomobilov Sarajevo, s kratico TAS) je bil licenčni proizvajalec Volkswagnovih avtomobilov v Sarajevu. Podjetje je bilo ustanovljeno leta 1972, z delovanjem je prenehalo leta 1992. Tovarna je od 1973 do 1976 najprej sestavljala v Mehiki narejene komponente za Hrošča, pozneje so tu nastajali tudi prva in druga generacija Volkswagen Golf, ki jih od izvirnih Volkswagnovih ločimo po dodatnem napisu »TAS« na siceršnji Volkswagnovi znački. Njena matična organizacija je bila Volkswagen Group.